# Kandara
Kandara – miasto w Kenii, w hrabstwie Murang'a. W 2010 liczyło 884 mieszkańców.